# Капалбаев, Джаксылык
Джаксылык Капалбаев (1892, аул № 41, Аулиеатинский уезд, Сырдарьинская область, Туркестанский край, Российская империя — 1966, Казахская ССР) — старший табунщик колхоза имени Тельмана Луговского района Джамбулской области, Казахская ССР. Герой Социалистического Труда (1948).

## Биография
Родился в 1892 году в крестьянской семье в ауле № 1 Аулеаатинского уезда. Происходит из рода сикым племени дулат. С раннего возраста трудился в сельском хозяйстве. В 1929 году во время коллективизации вступил в сельскохозяйственную артель имени Ленина. В последующие годы в течение двух лет трудился на строительстве мясокомбината во Фрунзе Кара-Киргизской АССР. Затем возвратился в Казахстан, где трудился в полеводческой бригаде в колхозе имени Тельмана Луговского района. С 1932 года — звеньевой свекловодческого звена, с 1935 года — табунщик, старший табунщик в этом же колхозе.
В 1947 году вырастил при конюшенном содержании 51 жеребёнка от 51 кобыл. Указом Президиума Верховного Совета СССР от 23 июля 1948 года удостоен звания Героя Социалистического Труда за «получение высокой продуктивности животноводства в 1947 году» с вручением ордена Ленина и золотой медали «Серп и Молот» (№ 2514).
В 1956 году вышел на пенсию. Умер в 1966 году.